# Stiletto (film, 1969)
Pour les articles homonymes, voir Stiletto.
Pour plus de détails, voir Fiche technique et Distribution.
Stiletto est un film américain réalisé par Bernard L. Kowalski et sorti en 1969.

## Synopsis
Un play-boy de la jet-set mène en fait une double vie : il est aussi tueur à gages pour la mafia. Mais quand il décide de se retirer, il se rend compte que ses anciens employeurs souhaitent se débarrasser de lui parce qu'il sait trop de choses sur eux.

## Fiche technique
- Titre : Stiletto
- Réalisation : Bernard L. Kowalski
- Scénario : A. J. Russell, d'après le roman éponyme de Harold Robbins publié en 1960
- Producteur : Norman Rosemont
- Image : Jack Priestley
- Lieu de tournage : New York
- Musique : Sid Ramin
- Genre : Action, film de gangsters et drame
- Durée : 98 minutes
- Dates de sorties:
  - États-Unis : 30 juillet 1969
  - France : 16 juillet 1970

## Distribution
- Alex Cord (VF : Bernard Woringer) : le Comte Cesare Cardinali
- Britt Ekland : Illeano
- Patrick O'Neal (VF : Jean-Claude Michel) : George Baker
- Joseph Wiseman (VF : André Valmy) : Emilio Matteo
- Barbara McNair : Ahn Dessie
- John Dehner (VF : Roland Ménard) : le procureur Frank Simpson
- Titos Vandis (VF : Robert Bazil) : Tonio
- Eduardo Ciannelli : Don Andrea
- Roy Scheider (VF : Jean-Claude Balard) : Bennett, l'avocat de la Défense
- Lincoln Kilpatrick : Hannibal Smith
- Louie Elias : Mann
- Luke Andreas : Macy
- Dominic Barto : Franchini
- James Tolkan : Edwards
- Amaru : Rosa
- Raúl Juliá : un invité de la fête